# Uloboridae

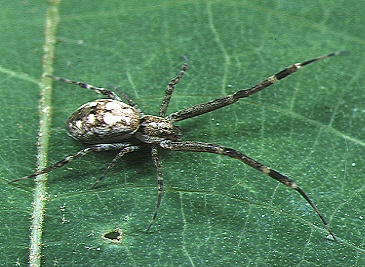
Octonoba yaeyamensis, femelă

Uloboridae este o familie de păianjeni araneomorfi.

## Descriere
Reprezentanții acestei familii rareori depășesc 12 mm lungime. Prima pereche de picioare este foarte lungă în comparație cu celelalte 3 perechi. O trăsătură principală a acestei familii este absența glandelor veninoase. Datorită cribellumului, structuri 
asemănătoare organelor filiere, mătasea are un aspect pufos . Pânza, de fapt, nu este lipicioasă, însă formațiunile pufoase au capacitatea de a reține prada.  

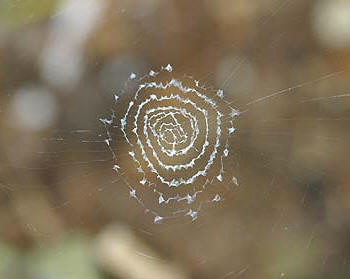
Pânza cu structuri în formă de zigzag

## Modul de viață
Firele de mătase sunt produse foarte fin, având o grosime de 10 - 15 nm. Firele subțirir sunt împletite în fire mai groase. Aceste fire fine sunt capabile să se agațe de orice neregularitate de corpul victimei. De aceea acești păianjnei nu au nevoie de o mătase adezivă. Unele specii țes în centrul pânzei benzi mai dense de mătase în formă de zigzag. 

## Răspândire
Speciile familiei Uloboridae sunt răspândite pe toate continentele, cu excepția zonelor polare. În Europa se întâlnesc două specii: Uloborus walckenaerius și Hyptiotes paradoxus. 

## Genuri
- Ariston O. P-Cambridge, 1896 (America Centrală)
- Astavakra Lehtinen, 1967 (Filipine)
- Conifaber Opell, 1982 (America de Sud)
- DaramuluniaLehtinen, 1967 (Samoa, Fiji, Noile Hebride)
- HyptiotesWalckenaer, 1837 (Palearctic)
- LubinellaOpell, 1984 (Noua Guinee)
- Miagrammopes O. P.-Cambridge, 1870 (America, Australia, Asia)
- Octonoba Opell, 1979 (Asia)
- Orinomana Strand, 1934 (America de Sud)
- Philoponella Mello-Leitão, 1917 (Africa, America, Asia, Australia)
- Polenecia Lehtinen, 1967 (Europa de Sud și Caucaz)
- Purumitra Lehtinen, 1967 (Australia, Filipine)
- Siratoba Opell, 1979 (SUA, Mexic)
- Sybota Simon, 1892 (America de Sud)
- Tangaroa Lehtinen, 1967 (Oceania)
- Uloborus Latreille, 1806 (gen cosmopolit)
- Waitkera Opell, 1979 (Noua Zeelandă)
- Zosis Walckenaer, 1842 (Pantropical)